# (31502) Hellerstein
1999 CQ68 (asteroide 31502) é um asteroide da cintura principal. Possui uma excentricidade de 0.16472110 e uma inclinação de 2.38940º.
Este asteroide foi descoberto no dia 12 de fevereiro de 1999 por LINEAR em Socorro.